# Кијана (Аљаска)
Кијана (енгл. Kiana) град је у америчкој савезној држави Аљаска.

## Демографија
По попису из 2010. године број становника је 361, што је 27 (-7,0%) становника мање него 2000. године.
| Група             | 2000.     | 2010.     |
| Белци             | 26 (6,7%) | 24 (6,6%) |
| Афроамериканци    | 0 (0,0%)  | 1 (0,3%)  |
| Азијати           | 1 (0,3%)  | 0 (0,0%)  |
| Хиспаноамериканци | 3 (0,8%)  | 1 (0,3%)  |
| Укупно            | 388       | 361       |